# Vladimiro Acosta
Wladimiro Acosta (23 de junio de 1900, Odesa, Rusia (actual Ucrania)-11 de julio de 1967, Buenos Aires, Argentina) fue un arquitecto argentino de origen ucraniano que trabajó la relación entre la arquitectura y el clima.
Nacido en Odesa, su verdadero nombre era Vladímir Konstantinowski. Huyendo de la revolución rusa emigró a Roma en 1919, donde entró a trabajar en el estudio de Marcello Piacentini, y obtuvo el título de arquitecto. En 1922 se trasladó a Berlín, donde cursó estudios de ingeniería y conoció la obra de Walter Gropius, que influiría notablemente en su trabajo posterior. Finalmente emigró a Buenos Aires en 1928. Es allí donde realizó su trabajo principal, cercano a las corrientes racionalistas, y centrado en la relación entre la arquitectura y el clima. El arquitecto desarrolló y experimentó con el sistema "Helios", basado en un sistema de terrazas y viseras.
En la última etapa de su vida se dedicó principalmente a la docencia, siendo profesor de Diseño Arquitectónico en la Universidad de Buenos Aires, llegando a dar conferencias en las universidades de Harvard y Cornell.
También publicó dos libros: "Vivienda y Ciudad. Problemas de Arquitectura Contemporánea" y "Vivienda y Clima"; este último editado póstumamente por su esposa Telma Reca, junto a sus discípulos. En ellos analiza su obra y expone los fundamentos del sistema Helios. 
Murió en actividad en 1967, a causa de una súbita trombosis cerebral.

## El sistemaHelios
Desde 1932, Acosta desarrolló un sistema de control climático consistente en crear una serie de terrazas de orientación principalmente norte (nota: mediodía solar en hemisferio sur), protegidas del sol con unas pérgolas o viseras, de tal manera que las estancias de la vivienda quedasen protegidas del sol en verano (cuando el sol está más alto), pero recibiesen luz y calor solar en invierno (cuando la trayectoria del sol es más baja). En el sistema Helios las aperturas se realizaban al norte o al noreste, mientras que las orientaciones de más asoleamiento quedaban protegidas por pérgolas o toldos (oeste y noroeste), creando una masa de aire más fresca y evitando la acumulación de calor en las paredes. Mediante estas técnicas, se buscaba crear un "aura térmica" o un "clima privado" en torno a la vivienda, sin renunciar por ello a la relación con el entorno.

## Obra
Realizó la mayor parte de su obra en Argentina, durante las décadas de 1930 y 1940, destacando entre sus proyectos las viviendas unifamiliares. 

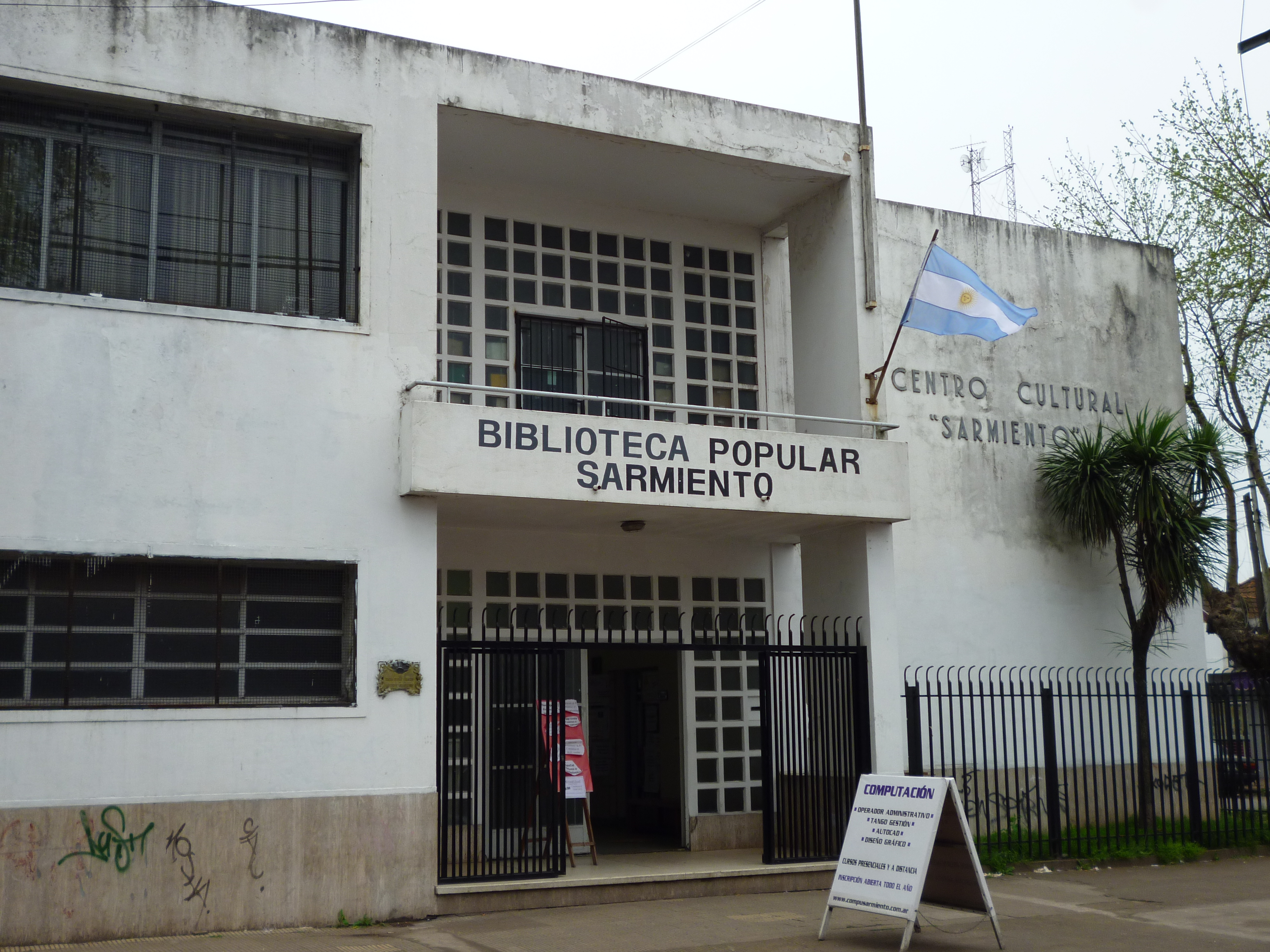
Cultural Sarmiento

- Casa Pillado, (Bahía Blanca) (1936)
- Edificio del Centro Cultural Sarmiento (Fcio.Varela) (1939)
- Casa Stern, en Ramos Mejía (1939)
- Casa Miramontes en La Falda (1940)
- Casa en Punta del Este (1940)
- Casa en Castelar (1944)
- Edificio de departamentos en Av. Figueroa Alcorta y Tagle, Buenos Aires (1942)

- Edificio Nicolás Repetto de El Hogar Obrero, junto a Fermín Bereterbide y Alfredo Félici (1941)
- Instituto Pedagógico en Caracas (Venezuela) (1947)
- Residencia Giardino en Buenos Aires (1950)
- Residencia Levinton en Buenos Aires (1952)
- Hospital Provincial Dr. Emilio Mira y López en Santa Fe, Leprosario (actual Hospital Protomédico Manuel Rodríguez) en Recreo, Colonia de Alienados (actual  Colonia Psiquiátrica Dr. Abelardo Irigoyen Freire) en Oliveros (Santa Fe), dentro de la oficina técnica del Estado de la provincia de Santa Fe (1938-1942)
- Unidad Vecinal de la Isla Maciel, Avellaneda (1967)
- Casa en La Pampa 3470, Buenos Aires.